# Chiconquiaco
Chiconquiaco es una localidad del estado mexicano de Veracruz. Es cabecera del municipio de Chiconquiaco.

## Demografía
| Censo | Población |
| ----- | --------- |
| 1900  | 1 338     |
| 1910  | 861       |
| 1920  | 997       |
| 1930  | 970       |
| 1940  | 1 109     |
| 1950  | 1 230     |
| 1960  | 1 093     |
| 1970  | 1 472     |
| 1980  | 2 272     |
| 1990  | 2 412     |
| 1995  | 2 617     |
| 2000  | 2 754     |
| 2005  | 2 925     |
| 2010  | 3 143     |
| 2020  | 3 500     |